# سنجار طعمة
سنجار طعمة (مواليد عام 1969 في حمص) مهندس ميكانيك وسياسي سوري شغل منصب وزير الكهرباء في حكومة محمد غازي الجلالي من 23 أيلول 2024 إلى 10 كانون الأول 2024 بعد يومين من سقوط نظام الأسد.
حاصل على شهادة عليا من المعهد الوطني للإدارة العامة في دمشق عام 2005، وشهادة الدكتوراه في هندسة الطاقة من جامعة بوليتكنيكا في بوخارست في رومانيا عام 2001، وشهادة بكالوريوس في الهندسة الميكانيكية من جامعة حلب عام 1992.
عمل معاوناً لوزير الكهرباء لشؤون تنظيم القطاع منذ العام 2022 حتى تعيينه وزيراً للكهرباء. كُلّف مديراً للمركز الوطني لبحوث الطاقة عام 2023، ورئيس لجنة الطاقة المركزية في نقابة المهندسين.
مثّل سورية في الوكالة الدولية للطاقة المتجددة منذ العام 2022، والمكتب التنفيذي للهيئة العربية للطاقة المتجددة في الأردن منذ العام 2021.
محاضر في جامعة دمشق كلية الهندسة الميكانيكية والكهربائية اقتصاديات نظم الطاقة المتجددة منذ العام 2009. أعدّ العديد من الدراسات لمشاريع الطاقة المتجددة، وشارك في العديد من المؤتمرات الدولية المتعلقة بالطاقة.